# Sveriges nationaldag
Sveriges nationaldag, også kaldet det svenske flags dag (svensk: svenska flaggans dag), er den svenske nationaldag og bliver fejret den 6. juni. Dagen er til minde om da Gustav Vasa blev valgt til svensk konge, og Kalmarunionen blev opløst. Den blev indført ved lov i 1982. I 1996 blev den salutdag, og i 2005 blev den en national helligdag. Historien om dagen går dog længere tilbage, da den allerede i 1916 blev uofficiel flagdag.

## Vigtige hændelser den 6. juni
- 1523: Gustav Vasa blev valgt til svensk konge, og Kalmarunionen blev opløst.
- 1654: Karl 10. Gustav af Sverige overtog tronen, efter kusinen Kristina af Sverige abdicerede.
- 1809: En ny svensk grundlov gav stor magt til den svenske ståndsriksdagen, da Karl XIII blev konge.
- 1857: Sofia af Nassau giftede sig med den kommende kong Oscar 2. af Sverige og Norge.
- 1974: En ny grundlov gjorde Sverige til et konstitutionelt monarki.